# Steve Hooper
Steve Hooper (ur. 5 czerwca 1970 w Londynie) – brytyjski aktor pornograficzny.

## Kariera
Jako nastolatek zaczął pracować jako model. Wyróżniał się także jako pływak, uczestnicząc w różnych zawodach na szczeblu krajowym. W 1994 ukończył studia na wydziale prawa i stał się adwokatem w obsłudze prawnej przedsiębiorców, w szczególności spółek prawa handlowego. W 1999 zadebiutował w filmie pornograficznym Leg Sex Shoe Shop. 
W trakcie swojej kariery brał udział w ponad 120 filmach, w tym Teresa Takes 10 Inches (2000) i produkcji Private Private Sports 5: Surf Fuckers (2003) z Monicą Sweetheart. Max Cortés zatrudnił go do filmu Spełnione fantazje (Real Fantasy, 2001) z Andreą Moranty. W kostiumowej produkcji Private Media Group Kleopatra (Cleopatra, 2003) wystąpił jako Oktawian August. 
W 2004 w Brighton otrzymał nagrodę British Adult Film Industry Award w kategorii najlepszy wykonawca.
Hooper miał także wielu fanów wśród homoseksualistów i biseksualistów, poprzez różne prezentacje zdjęć na gejowskich stronach internetowych w scenach masturbacji. W 2002 był na okładce magazynu gejowskiego „Inches”. W przeciwieństwie do większości heteroseksualnych aktorów porno, jego postać była często eksponowana na szczycie swojej partnerki, a kamera zwrócona była przede wszystkim na jego ciało. Występował w licznych scenach fetysz typu całowanie stóp, swój wizerunek też użyczył do reklamy zabawek podczas seksu. 
W lipcu 2006 ogłosił zakończenie kariery w branży porno. Pracował sporadycznie na planie filmowym jako dubler, użyczając swojego ciała do scen erotycznych filmu sensacyjnego Matthew Vaughna Przekładaniec (Layer Cake, 2004) czy dreszczowca Michaela Catona-Jonesa Nagi instynkt 2 (Basic Instinct 2, 2006), a także reklamy odzieży.
16 września 2006 ożenił się z Louisą Bundy. Na górnej części pleców ma tatuaż stylizowany na etniczny, tzw. tribal.